# EA-2054
EA-2054は、化学兵器として開発された有機リン化合物（神経剤）である。